# Умалатівські відзнаки
Умала́тівські відзна́ки (вжив. також Умала́тівські меда́лі, Нагоро́ди Умала́тової) — термін на позначення недержавної (альтернативної) нагородної діяльності незареєстрованої російської громадсько-політичної організації лівого спрямування «Постійна президія З'їзду народних депутатів СРСР». Атрибутована за прізвищем голови організації та завідувачки її нагородного комітету – Сажи Зайндинівни Умалатової. Розпочалася 1994 року, після розпаду СРСР.
У середовищі масмедіа часто вживається у широкому сенсі як загальний термін на позначення недержавної нагородної діяльності 1994-2010 років. У вузькому сенсі — корпус державних відзнак колишнього СРСР, вручених після 26 грудня 1991 року від імені ППЗНД за підписом С. З. Умалатової.

## Власні нагороди, засновані ППЗНД
Окрему категорію альтернативних відзнак складає сукупність орденів та медалей, заснованих безпосередньо Постійною президією З'їзду народних депутатів СРСР — корпус нагород, що вручаються «за заслуги перед Радянською Батьківщиною». Серед нагороджених цими відзнаками не лише громадяни СНД, але й ветерани з інших країн близького та далекого зарубіжжя, а також державні та партійні діячі країн колишньої соціалістичної співдружності.
Нагороди ППЗНД є ніби додатком до нагородної системи колишнього СРСР, претендуючи на її продовження. Відомі випадки, коли регіональні чиновники особисто брали участь у нагородженнях відзнаками ППЗНД, чим лише додатково легітимізували цей процес.
| Нагорода | Назва                                                                                   | Засновано         | Опис | Вимоги щодо нагородження |
|          | Орден Сталіна                                                                           | 4 березня 1998    | Стрічка ордену повторює орден Леніна з незначною відмінністю — тонкі смужки вздовж жовтих полів, що облямовують стрічку, не червоні в тон основного кольору, як в ордену Леніна, а чорні. Орден є знаком, розміром 45×37 мм, що зображає позолочений портрет-медальйон Й. Сталіна у формі Маршала Радянського Союзу із зіркою Героя Соціалістичної Праці СРСР. Портрет вміщено в овал, обрамлений золотим вінком з колосся пшениці. Темно-сірий емалевий фон довкола портрета-медальона гладкий і обмежений золотим обідком з намистом. У верхній частині вінка — п'ятикутна, вкрита червоною емаллю зірка, в нижній частині — серп і молот у п'ятикутнику. Вінок обвиває червона емалева стрічка з написом над п'ятикутником: «Сталин». Орден виготовляється зі срібла з позолотою. | Нагороджуються «громадяни Радянського Союзу, що виявили героїзм у боротьбі з антинародним режимом», а також «громадяни, що внесли вклад у відновлення єдиного радянського простору, побудову соціалізму, відновлення промислового потенціалу, сільського господарства, зміцнення обороноздатності та безпеки держави, розвиток науки та культури, зміцнення дружніх зв'язків між народами.» Право на висування кандидатів до нагородження делегується «трудовим колективам, ветеранським організаціям, ліво-патріотичним партіям та рухам». |
|          | Орден «Захиснику Рад»                                                                   | 22 вересня 1994   | Орден овальної форми, розміром 50×35 мм. Дубові гілки оповиті червоною стрічкою, за дубовим листям угорі схований меч-кладенець, під яким майорять три знамена: червоний прапор комуністів (Державний прапор СРСР), біло-синій прапор патріотів (Андріївський прапор), чорно-жовто-білий прапор монархістів (штандарт імператорського дому Романових). На фоні прапорів двоє захисників Будинку Рад: один тяжко поранений (можливо вбитий) і лежить на руках свого товариша по зброї, що похмуро дивиться вдалечінь. Під фігурами в'ється лаврова гілка. У нижній частині червоної стрічки напис на згині у вигляді дат: «22.IX — 4.Х.1993 г.» | Для нагородження громадян, що виявили героїзм та особисту мужність у ході оборони Верховної Ради РРФСР у жовтні 1993 р. Спочатку орден вручався винятково безпосереднім захисникам Будинку Рад. |
|          | Медаль «50 років Перемоги радянського народу у Великій Вітчизняній війні 1941—1945 рр.» | 7 лютого 1995     | Стрічка медалі повторює кольори медалі «За взяття Берліна» в більш темних тонах. Медаль спочатку штампувалася з латуні зі спрощеним зображенням ордену «Перемога» і призначалася для нагородження учасників війни, про що був відповідний напис на реверсі. Пізніше медаль почали виготовляти в покращеному варіанті, з накладним орденом «Перемога» та без напису «Участнику войны» на звороті. | Перша альтернативна державним нагодам ювілейна медаль. Нагороджуються воїни, що виконували інтернаціональний обов'язок, учасники пошукових груп, ветерани армії та флоту. |
|          | Медаль «55 років Перемоги радянського народу у Великій Вітчизняній війні 1941—1945 рр.» | 18 листопада 1999 | Стрічка медалі поєднує у собі традиційні кольори гвардійської стрічки, а також чорну, червону, білу і синю смужки. На аверсі медалі зображена кульмінація параду перемоги в Москві, 24 червня 1945 р. — у руках червоноармійців знамена та штандарти противника, притиснуті своїми навершшями долі, до бруківки Червоної площі біля мавзолею Леніна. На тлі цього видніє Кремлівська стіна, ліворуч височіє Спаська башта з червоною зіркою, біля якої вміщено напис «55 лет». | Нагороджуються воїни, що виконували інтернаціональний обов'язок, учасники пошукових груп, ветерани армії та флоту. |
|          | Медаль «60 років Перемоги радянського народу у Великій Вітчизняній війні 1941—1945 рр.» | 17 квітня 2005    | Стрічка медалі поєднує комбінацію жовтого, червоного та зеленого кольорів. На аверсі зображена фігура зі знаменитої постановочної світлини «Комбат». Позаду, високо в небі розлітаються у сторони іскри переможного салюту 9 травня 1945 р.; у лівій частині медалі вказані дати «1945—2005», від яких в різні сторони по окружності розходяться лаврові гілки. Композиція повністю копіює аналогічну сцену з радянської ювілейної медалі «30 років Перемоги радянського народу у Великій Вітчизняній війні 1941—1945 рр.», за винятком заміни фігури «Батьківщина-мати» на зображення зі світлини «Комбат». | Нагороджуються воїни, що виконували інтернаціональний обов'язок, учасники пошукових груп, ветерани армії та флоту. |
|          | Медаль «65 років Перемоги радянського народу у Великій Вітчизняній війні 1941—1945 рр.» | 2010              | Стрічка медалі повторює кольори медалі «50 років Перемоги радянського народу у Великій Вітчизняній війні 1941—1945 рр.» цієї ж серії. На аверсі зображена поясна фігура піхотинця у плащ-палатці та касці, озброєного ППШ. Тлом служить емалеве зображення червоного прапора в лівій верхній частині якого вміщено серп і молот та п'ятикутна зірка; у верхній частині медалі вказані дати «1945—2010». Медалі 50, 55, 60 і 65 «…років Перемоги радянського народу у Великій Вітчизняній війні 1941—1945 рр.» носяться на лівій стороні грудей та розміщуються почергово за старшинством у визначеному порядку. | Нагороджуються воїни, що виконували інтернаціональний обов'язок, учасники пошукових груп, ветерани армії та флоту. |
|          | Медаль «Маршал Радянського Союзу Жуков»                                                 | 20 лютого 1997    | На аверсі медалі — профільний портрет маршала Г. К. Жукова в маршальській формі з чотирма зірками Героя Радянського Союзу й підпис: «Маршал Советского Союза Жуков». На звороті напис: «Великий сын советского народа» і дати «1896-1996», угорі — зірка, внизу — серп і молот, лаврова та дубова гілки. | Нагороджуються ветерани Великої Вітчизняної війни та праці, ветерани Збройних сил та правоохоронних органів СРСР, громадяни, що пережили блокаду, а також учасники народно-патріотичного руху. |
|          | Медаль «80 років Збройним силам СРСР»                                                   | 10 грудня 1997    | Сюжет аверсу медалі традиційний: на фоні Державного прапора СРСР, орудійних стволів і ракет — фігура солдата в шинелі й касці з автоматом ППШ на грудях, по окружності напис: «80 лет Вооруженным Силам СССР» і лаврові гілки. На звороті: угорі — п'ятикутна зірка, в центрі девіз Збройних сил СРСР: «За нашу Советскую Родину», справа — лаврова гілка. | Медаллю нагороджуються ветерани армії і флоту, генерали, адмірали, офіцери, прапорщики, мічмани, старшинський і рядовий склад, «несущие службу по защите советской Родины». |
|          | Медаль «90 років заснування Збройних сил СРСР»                                          | 20 січня 2008     | Стрічка включає в себе темно-червоний (основа), помаранчевий, чорний, сірий і жовтий кольори. | Медаллю нагороджуються ветерани армії і флоту, генерали, адмірали, офіцери, прапорщики, мічмани, старшинський і рядовий склад, «несущие службу по защите советской Родины». |
|          | Медаль «85 років утворенню СРСР»                                                        | 20 листопада 2007 | | |
|          | Медаль «80 років ВЛКСМ»                                                                 | 14 жовтня 1998    | | |
|          | Медаль «90 років ВЛКСМ»                                                                 | 7 липня 2008      | | |
|          | Медаль «80 років Великій жовтневій соціалістичній революції»                            | 25 вересня 1997   | Стрічка медалі суцільно бордова. | |
|          | Медаль «90 років Жовтневій революції»                                                   | 2006              | | |
|          | Медаль «80 років прикордонним військам СРСР»                                            | 6 травня 1998     | | |
|          | Медаль «90 років прикордонним військам»                                                 | 2008              | | |
|          | Медаль «Адмірал флоту Радянського Союзу Кузнецов»                                       | 7 квітня 1998     | | |
|          | Медаль «На честь 120-річчя від дня народження Й. В. Сталіна»                            | 15 серпня 1999    | | |
|          | Медаль «130 років від дня народження Й. В. Сталіна»                                     | 3 вересня 2009    | | |
|          | Медаль «Ветерану-інтернаціоналісту»                                                     | 16 жовтня 1998    | | |
|          | Медаль «70 років створенню Повітряно-десантних військ СРСР»                             | 30 червня 2000    | | |
|          | Медаль «80 років ВНК-КДБ»                                                               | 12 серпня 1998    | | |
|          | Медаль «20 років виводу радянських військ з Афганістану»                                | 7 вересня 2008    | | |
|          | Медаль «50 років атомній енергетиці СРСР»                                               | 16 жовтня 1998    | | |
|          | Медаль «Учаснику ліквідації аварії на Чорнобильській атомній електростанції»            |                   | | |

## Правовий статус альтернативних нагород
Статус нагород, виданих ППЗНД, як радянських, так і створених самою організацією, не дає їх власникам жодних юридичних переваг та прав на пільги, адже такі відзнаки не є державними нагородами, а факти нагородження є юридично нікчемними: користуючись тим, що до 1989 року всі укази про нагородження підписувалися головою Президії Верховної Ради СРСР, С. Умалатова вручала неіснуючі де-юре нагороди, військові та почесні звання.
Хоча мова йде про відзнаки неіснуючої держави, проте, використання таких відзнак з метою отримання пільг може трактуватися як шахрайство і тягнути за собою кримінальну відповідальність.